# Johanna Amaya
Leidy Johanna Amaya Varela (Cali, Valle del Cauca, 6 de febrero de 1981) es una periodista, comunicadora y presentadora colombiana.

## Biografía
Estudió comunicación social y periodismo en la Universidad Autónoma de Occidente y también estudió en el Instituto Nacional de Telecomunicaciones INSTEL en Cali. Inició su carrera como reportera del Noticiero 90 Minutos de Telepacífico, en 2002. En 2004 se trasladó a Bogotá para presentar el programa de la Policía Nacional titulado Seguridad al día, emitido por el Canal Uno. En 2006, ingresó a RCN Televisión, como presentadora en las emisiones de fin de semana, junto a Yalena Jácome, presentó las emisiones del medio día junto a Felipe Arias, Jéssica de la Peña y central con Andrea Bernal, además es la jefa de la emisión Central de Noticias RCN desde 2024.